# エボニー・アイズ
エボニー・アイズ（Ebony Ayes,1962年1月28日 - ）は、アメリカ合衆国のポルノ女優。ジョージア州アトランタ出身である。1980年代を代表するアフリカ系アメリカ人のポルノ女優だった。